# Proctocopis forficula
Proctocopis forficula är en fjärilsart som beskrevs av Max Wilhelm Karl Draudt 1915. Proctocopis forficula ingår i släktet Proctocopis och familjen björnspinnare. Inga underarter finns listade i Catalogue of Life.